# BB 75000
,,
Les BB 75000 sont des locomotives Diesel-électriques commandées en 2004 par la SNCF pour le fret afin de renouveler son parc vieillissant.
Ce sont des locomotives de puissance intermédiaire (environ 2 000 kW). Elles présentent une silhouette proche des BB 27000 mais sont en fait le fruit d’une collaboration entre Alstom et Siemens. Chacun ayant importé des éléments provenant de séries préexistantes : ER20 pour Siemens et Prima pour Alstom.
La commande porte sur 300 engins à livrer à partir de 2007 auquel s’ajoute une option sur 100 machines supplémentaires suivant la conjoncture. Le montant total de la commande est ainsi évalué à 1 milliard d’euros.

## Développement

### Contexte
La commande des BB 75000 par la SNCF est le résultat d’un long et laborieux projet de renouvellement des motrices thermiques du fret enclenché en 2000 soit un délai de sept ans entre l’annonce de commande de nouveaux engins diesel Fret et la livraison des premières BB 75000.
Les raisons sont doubles pour la SNCF :
- Le parc diesel actuel devient très vieux (35 ans en 2005) et très onéreux en termes d’exploitation et de maintenance. Lors de la constitution du cahier des charges, la dernière locomotive diesel de ligne à avoir été mise en service est la BB 67632, le 31 octobre 1975[6] ;
- L’évolution de la réglementation européenne sur les normes antipollution et les nuisances sonores imposent à la SNCF de renouveler son parc.

### Les appels d’offres
Le premier document rédigé par la SNCF date de novembre 2000. Il fait mention d’une livraison de 124 locomotives diesel fret et fait suite à un appel d’offres publié dans le Journal officiel des Communautés européennes en octobre 2000. Il concernait la livraison entre 2003 et 2006 de deux catégories de locomotives :
- 55 engins monocabine de puissance moyenne (1 200 à 1 800 kW) pour les parcours de distance moyenne, avec des performances comparables à celles des BB 66000 et BB 67000 ;
- 69 engins de grande puissance à deux cabines destinés à la remorque de trains longs. La puissance de ces remplaçantes des CC 72000 aurait été comprise entre 2 250 et 3 200 kW.

Le faible nombre d’unités commandées à l’origine devait alors permettre de doubler le fret. Les engins bicabines étaient remplacés par des CoCo plus puissantes (en référence à la Blue Tiger de Adtranz) et étaient complétés par des machines de petite puissance pour la manœuvre. Mais la capacité de financement du projet étant trop faible surtout au vu du coût prohibitif des locomotives CoCo, il fut donc annulé.
Quelques mois après l’annulation du premier appel d’offres, un second est lancé. Il repose sur l’idée d’un parc unique multifonction, de puissance intermédiaire (1 800 kW) et proche des locomotives existantes. Ces unités exploitables en unités multiples offriraient un coût de revient moindre car plus facilement disponibles. Les nouvelles offres sont remises en novembre 2001 et des réunions techniques ont lieu durant le printemps 2002.
En novembre 2002, Alstom et Siemens forment un consortium et le projet est finalisé avec la SNCF en 2003. Le contrat est signé le 27 février 2004 et apporte une différence de taille : il ne porte plus sur 124 engins (qui n’auraient pas suffi à diminuer la moyenne d’âge du parc) mais à 400 de manière à offrir une moyenne d’âge de 15 – 20 ans au fret SNCF.

### La synergie Alstom – Siemens
En combinant l’expérience de Siemens dans les locomotives diesel–électriques (et plus particulièrement des ER20 telles que les Rh2016 livrées aux ÖBB), et de Alstom dans la série des Prima, la BB 75000 bénéficie d’un bon retour d’expérience. En outre la proximité de conception des BB 75000 avec les Prima permet de faciliter leur maintenance mécanique.
Le contrat d’acquisition est signé le 25 mars 2004 dans l’enceinte du dépôt de Villeneuve-Saint-Georges, en présence du président de la SNCF, d’Alstom et de Siemens, pour l’acquisition de 500 locomotives dont 400 en commande ferme. Pour l’occasion, la BB 437002 a été maquillée en BB 475001 par les ateliers de Alain-Pras.
Le programme de livraison se déroule à un rythme de 3 à 4 locomotives par mois soit un total de 44 machines par an jusqu’en 2015 voire 2017 selon la conjoncture.

### Homologation
Les premières locomotives sortent des chaînes d’assemblages d'Alstom à Belfort au printemps 2006. Les BB 75001 et 75002 sont envoyées à Wildenrath (Allemagne) en mars 2006 pour des essais du constructeur jusqu’en mai 2007. Elles reviennent ensuite à Belfort début juin pour une remise au type définitif avant leur livraison à la SNCF en septembre ou octobre 2007.
Les BB 75003 et 75004 effectuent des essais sur le réseau national dont la fameuse « voie des gauches » de Villeneuve-Saint-Georges en juin 2006 pour la BB 75003. Elle y réalise des tests sur le couple de rotation puis des essais mécaniques à Vitry. Elle rejoint en juillet 2006 la Côte d’Azur pour des essais de comportement dynamique, de bruit et de confort vibratoire.
La BB 75004 est utilisée en juin 2006 vers Châlons-en-Champagne pour des tests sur les freins, la performance de l’effort de traction. Elle rejoint enfin Nevers pour de nouveaux tests de freins.
L’arrêté de configuration de la locomotive est délivré fin octobre 2006. La BB 75006 conclut ces tests par un complément de shuntage le 21 novembre 2006 vers Plouaret. Son autorisation de mise en exploitation commerciale est transmise en février 2007 à l’EPSF et est délivrée le 28 mars 2007 au Fret SNCF.

## Service

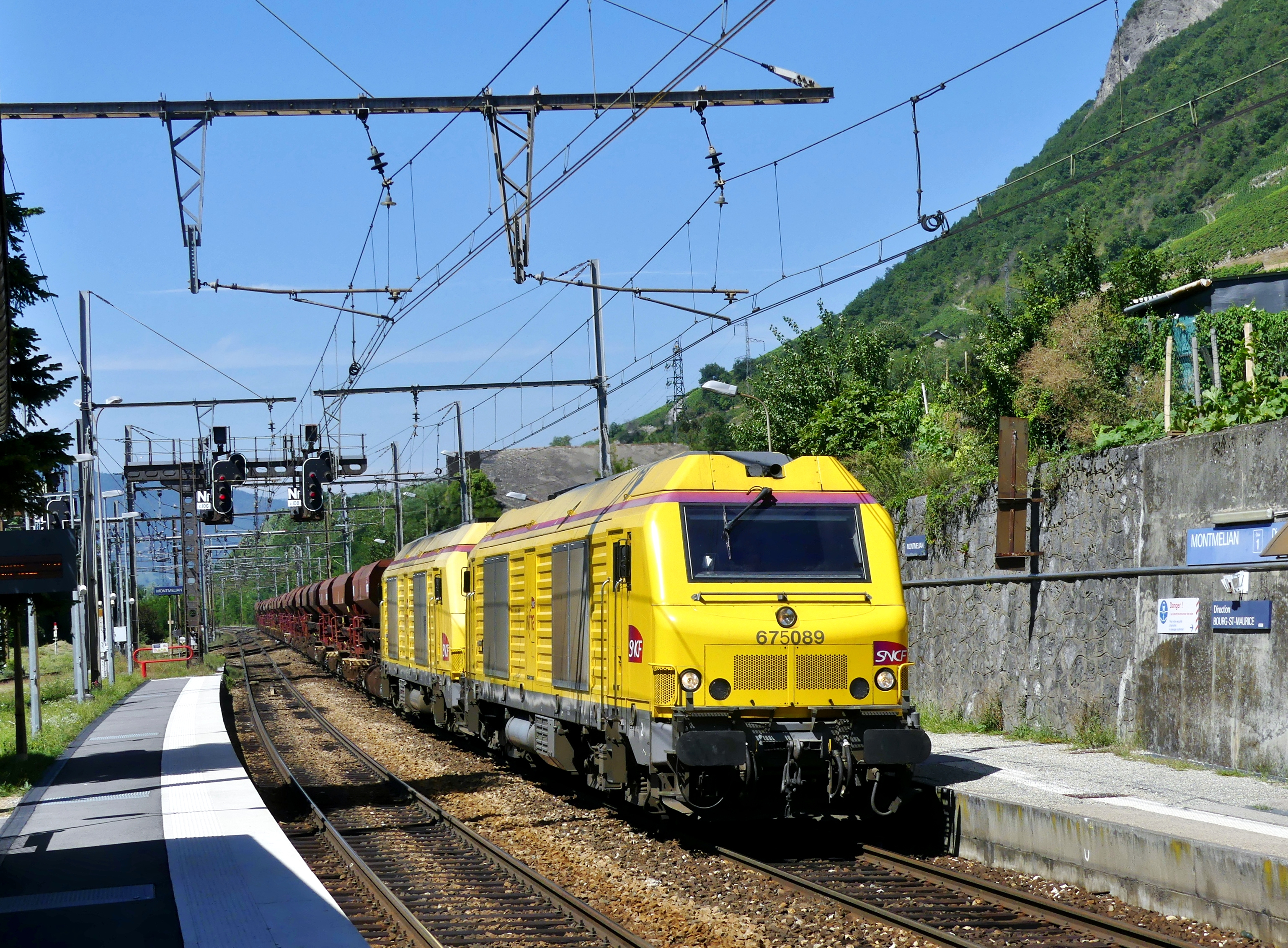
Unité multiple de BB 75000 Livrée Infra, acheminant du ballast pour les travaux de voies sur la ligne de la Maurienne en Savoie.

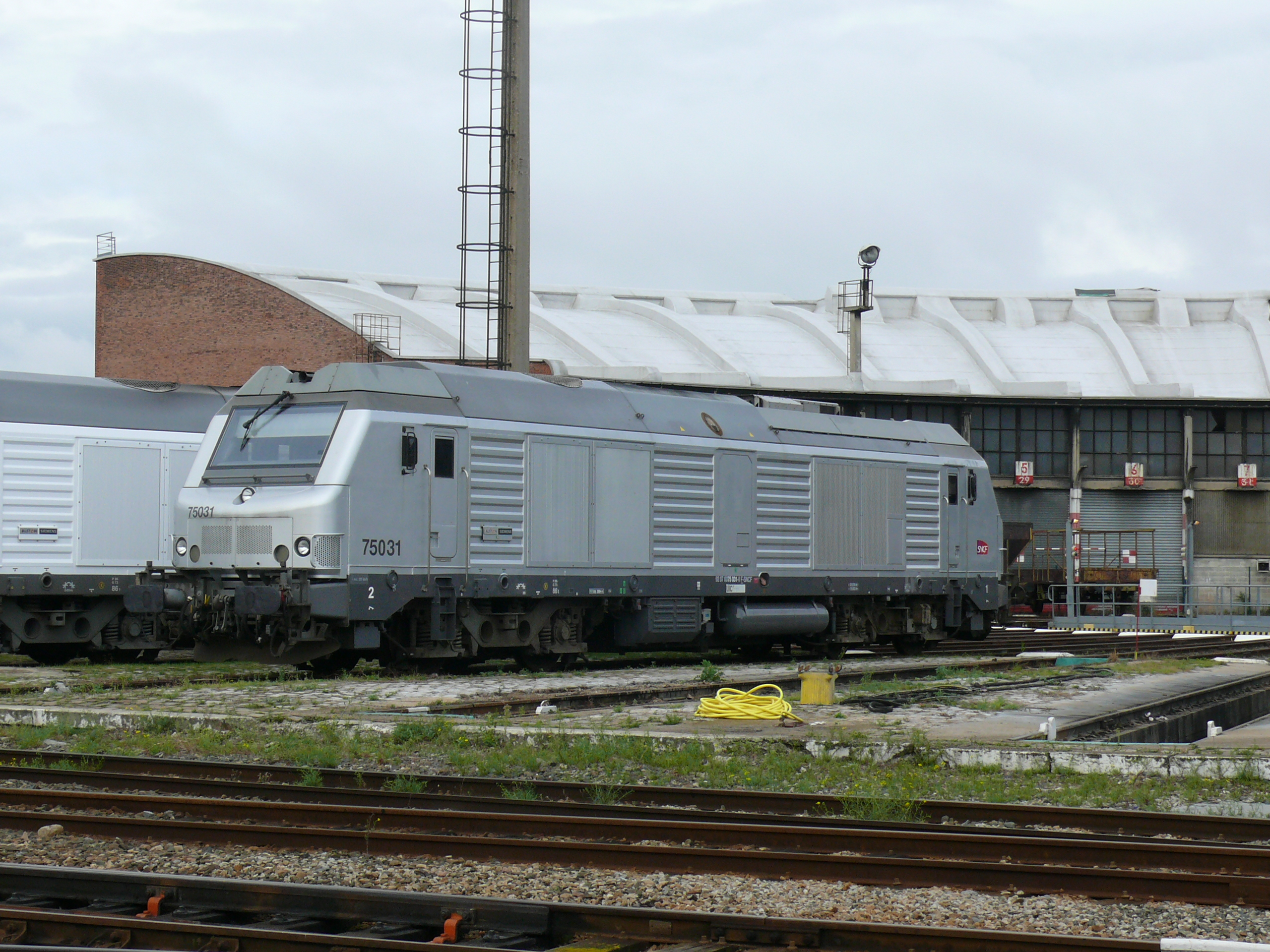
BB 75031 au dépôt de Longueau.

La BB 75006 est la première de la série à être livrée à la SNCF. Elle est suivie en décembre 2006 par quatre nouveaux engins puis deux en janvier 2007 et enfin cinq en février. Le parc compte ainsi une trentaine de locomotives à la fin juin 2007.
Les 85 premières BB 75000 neuves sont réceptionnées à l’EMT Haute-Picardie d’Amiens-Longueau où elles permettent de remplacer progressivement les BB 67400 du dépôt qui circulent entre le Nord de la France et la Belgique. Le dépôt d’Avignon est le second dépôt qui en a reçu avec une dotation de 25 exemplaires qui assurent des roulements jusqu’en Dauphiné où les BB 75000 desservent l’étoile de Grenoble.
L’atelier directeur est celui d’Oullins qui suit déjà les BB 27000 et BB 37000 et Quatre-Mares assurera le suivi de la partie thermique de la locomotive.
Elles sont en premier lieu utilisées sur des trajets de moins de 400 km combinant des parcours en thermique et sous caténaire mais pour simplifier les manipulations, elles seront de bout en bout exploitées en traction thermique sans permutation de locomotives. Dans le cas de tonnage supérieur à 1 800 t, les locomotives seront utilisées en UM. Leur premier secteur d’activité concerne le Nord de la France auquel s’ajoute l’Île-de-France à partir du 11 juin (Massy, Le Bourget et Vaires). Le Sud-Est en est doté depuis la fin 2008 avec un parc basé à Avignon. L’Est viendra plus tard ; quant à l’Ouest, il sera pris en charge par les nouvelles BB 60000 et les BB 69200 (BB 66000 remotorisées).
Le 28 mars 2007, une première UM composée des BB 75009 et 75006 tracte son premier train commercial entre Longueau et Caffiers (Carrière du Boulonnais). Huit lignes de roulement sont ainsi établies entre Amiens (ou Longueau) et Caffiers, Marquise, Tergnier, Creil-Petit-Thérain.
Cette nouvelle locomotive de puissance moyenne contribuera ainsi à éliminer les BB 67300, CC 72000, et les UM de BB 66000 non transformées. Une déclinaison pour le trafic voyageur n’est pas impossible à l’instar des BB 27300 Transilien (dérivées des BB (4)27000) car elles bénéficient des équipements nécessaires.
Conformément au marché initial, 33 locomotives seront interopérables avec l’Allemagne à partir de la 100e locomotive produite. Cette faculté sera facilitée par des caractéristiques aux normes européennes comme le gabarit, les émissions polluantes ou le comportement dynamique. Une trentaine de locomotives supplémentaires devrait aussi être adaptée pour les réseaux belge et hollandais pour l’été 2008. La tranche « 100 » dans la numérotation est dédiée à ces versions interopérables.
Le 30 avril 2009, une première locomotive de cette série, la BB 75079, a été affectée à l’Infra d’où son nouveau numéro 675079. Elle a été repeinte aux couleurs jaune et gris de l’activité SNCF Infra. Cette machine est basée à Longueau.
Les BB 75080 à 75099 suivront la BB 75079 à l’activité Infrastructure et recevront la livrée Infra.
En 2011, du fait de la baisse d'activité Fret SNCF, certaines machines ont été repeintes en livrée grise Akiem et sont louées par VFLI.

## BB 75300

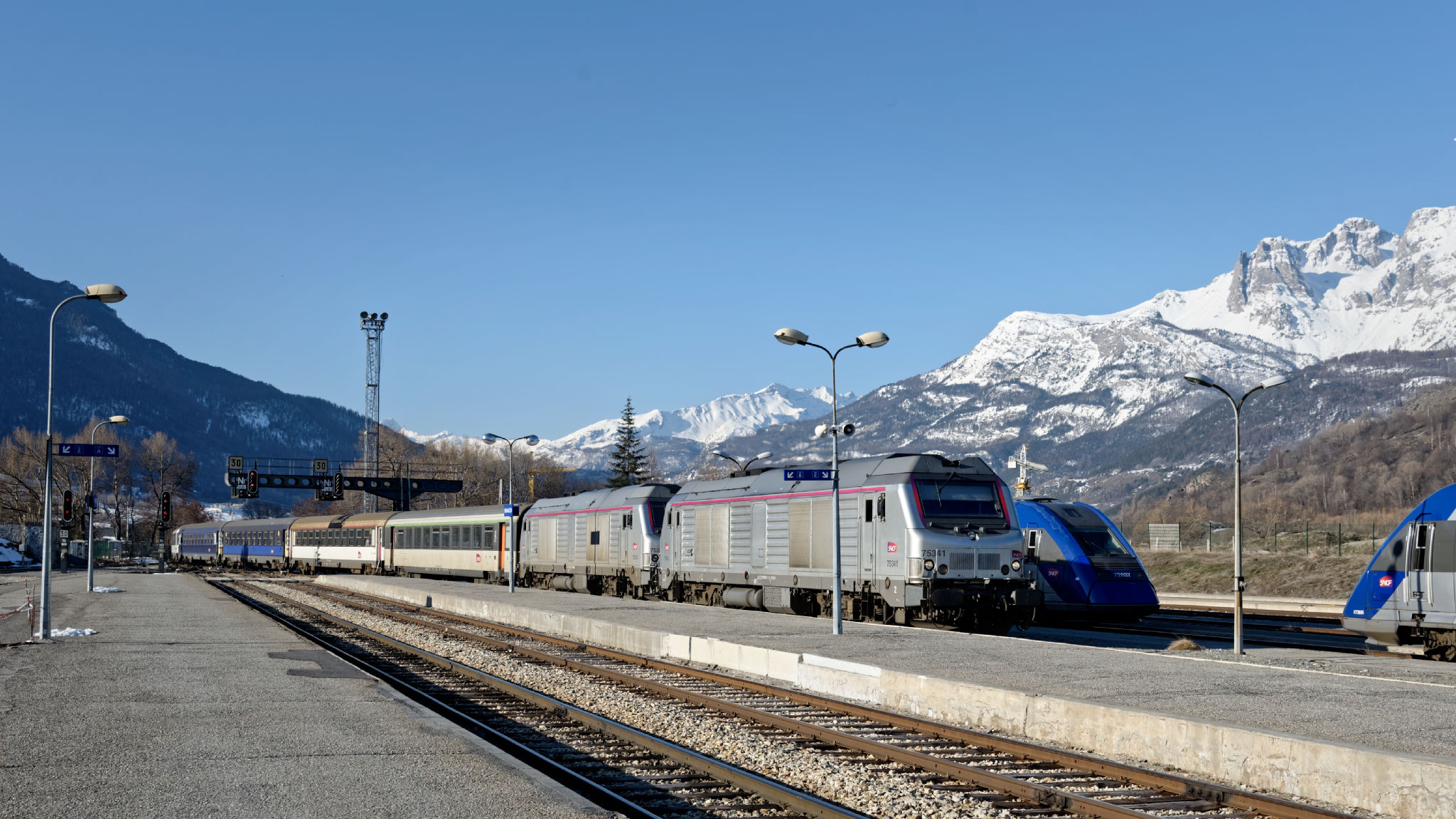
Une UM de BB 75300, en tête du train de nuit Paris-Austerlitz – Briançon.

Dans le plan TET (« Trains d'équilibre du Territoire »), un nombre (non déterminé, une vingtaine environ) de BB 75000 vont subir quelques modifications techniques, comme l'ajout de l'interphonie notamment, en vue de tracter des voitures Corail, de jour comme de nuit, sur les axes suivants :
- Paris – Briançon, à partir de Valence ou Lyon Perrache ;
- Paris – Rodez – Albi, à partir de Brive-la-Gaillarde ;
- Paris – Montluçon, avec relais à Bourges[12].

La première locomotive ainsi traitée est la BB 75328 (ex-BB 75028). La série se compose (au 9 septembre 2016) des locomotives suivantes : BB 75320, 323, 326, 328, 329, 330, 333, 338, 340 et 341.
Les BB 75300 revêtiront la livrée « Carmillon », pour être en harmonie avec les Corail couchettes.
Ces locomotives auraient dû être mises en place avant fin octobre 2014, afin de remplacer les vieilles BB 67400 et BB 67300 sur la ligne Intercités de nuit Paris-Austerlitz – Briançon, mais des problèmes de gabarit et d'agressivité sur la voie font que des travaux sont nécessaires entre Livron et Veynes. Elles sont finalement mises en service le 13 décembre 2015.
Au Printemps 2023 , la  BB 75326 a été louée à Akiem par la nouvelle entité ferroviaire voyageur Française privé Europe Express afin d’assurer la traction du Grand Tour, train croisière du Puy du Fou.

## Évolution
Les normes européennes vont devenir de plus en plus contraignantes en matière de rejet des particules et émissions de CO2. Ces nouvelles directives seront appliquées en deux temps : janvier 2009 puis janvier 2012.
Dès la 133e locomotive, la puissance de l'engin est portée de 2 000 à 2 400 kW par l'adoption d'un nouveau moteur thermique, sous l'appellation de BB 75400.
Dans un premier temps, la conformité avec celle de janvier 2009 est appliquée avec l’adoption d’un nouveau moteur diesel : le MTU 4000 R 43. L’alésage augmente pour une cylindrée identique, ce qui entraîne une augmentation de la masse et du volume. La sortie d’échappement est aussi déplacée et implique une modification de la toiture. La silhouette générale s’en retrouve modifiée. La tranche 400 de la numérotation est réservée aux locomotives équipées de ce moteur R 43.

## Versions
| Nos                   | Description                                                                              |
| --------------------- | ---------------------------------------------------------------------------------------- |
| 75001 à 75099         | Machines dotées du moteur MTU 16V 4000 R41                                               |
| 75100                 | N’existe pas                                                                             |
| 75101 à 75133         | Machines dotées du moteur MTU 16V 4000 R41 interopérables avec l’Allemagne et le Benelux |
| 75300 (75000 modifié) | Machines dotées du moteur MTU 16V 4000 R41 + interphonie                                 |
| 75401 à 75468         | Machines dotées du moteur MTU 4000 R 43L de 2 400 kW                                     |

La commande ferme de 400 engins ne sera pas respectée et se limitera à 200 exemplaires avec un versement d'indemnités compensatoires aux constructeurs .

## Livrées des 75000

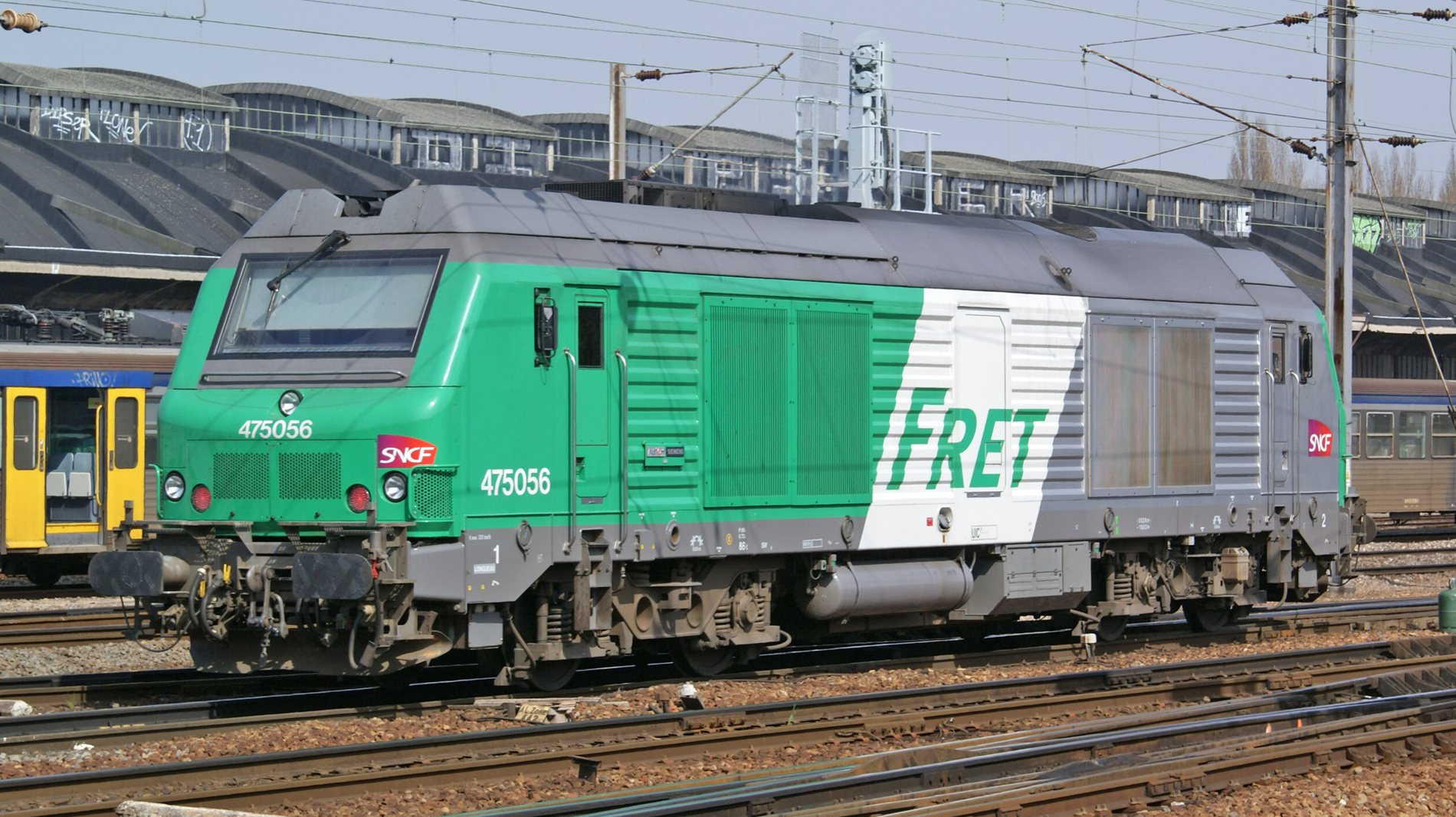
BB 75056, livrée "Fret SNCF".
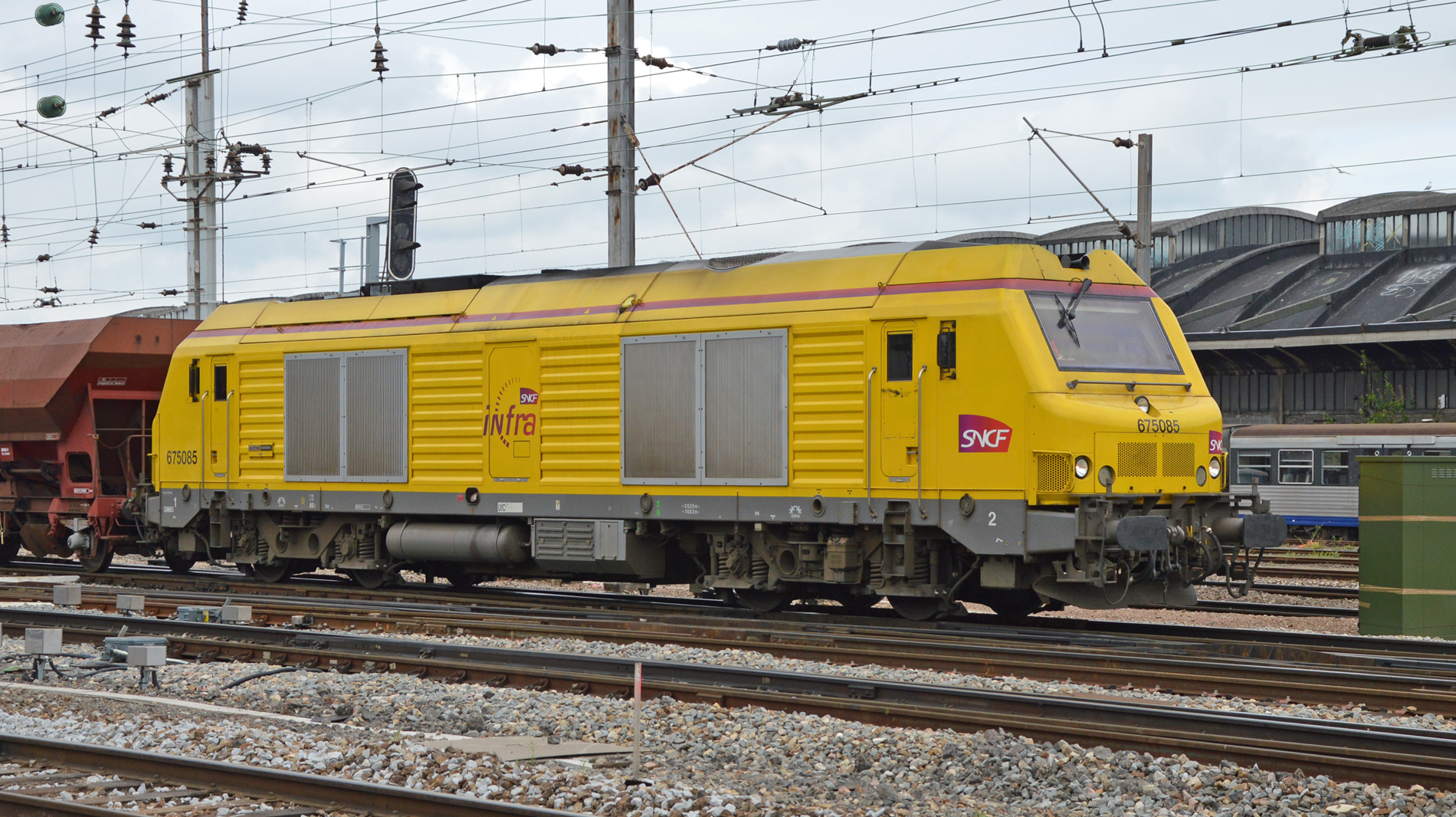
BB 75085, livrée "Infra".
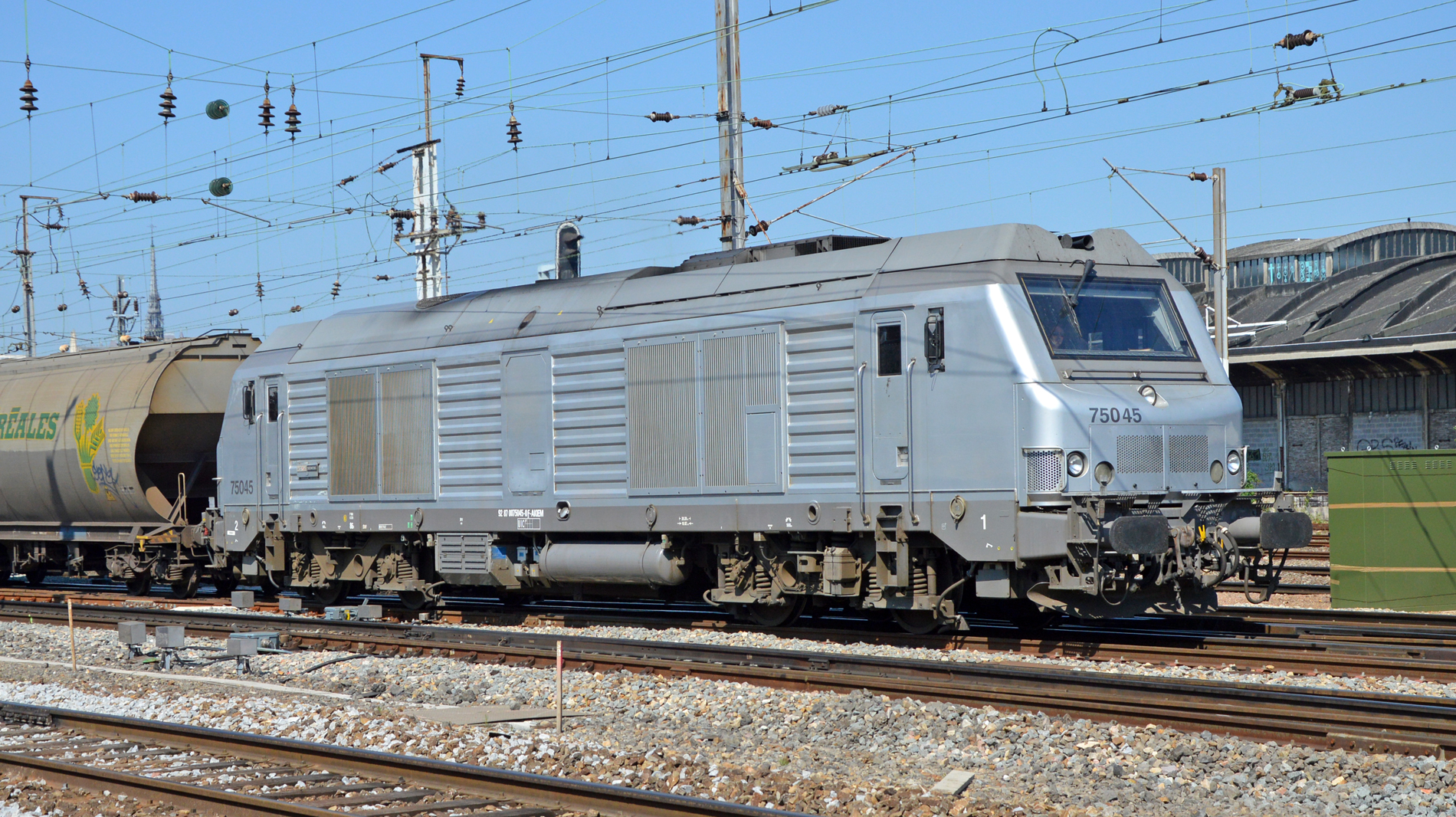
BB 75045, livrée "Grise".
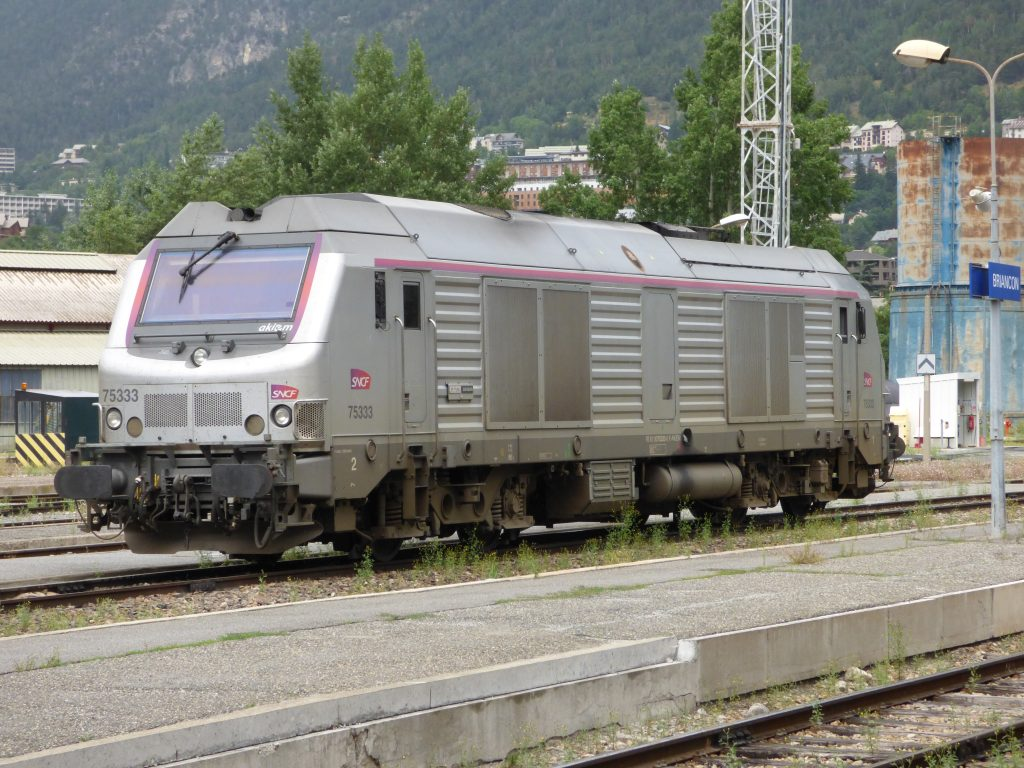
BB 75333, livrée "Carmillon"
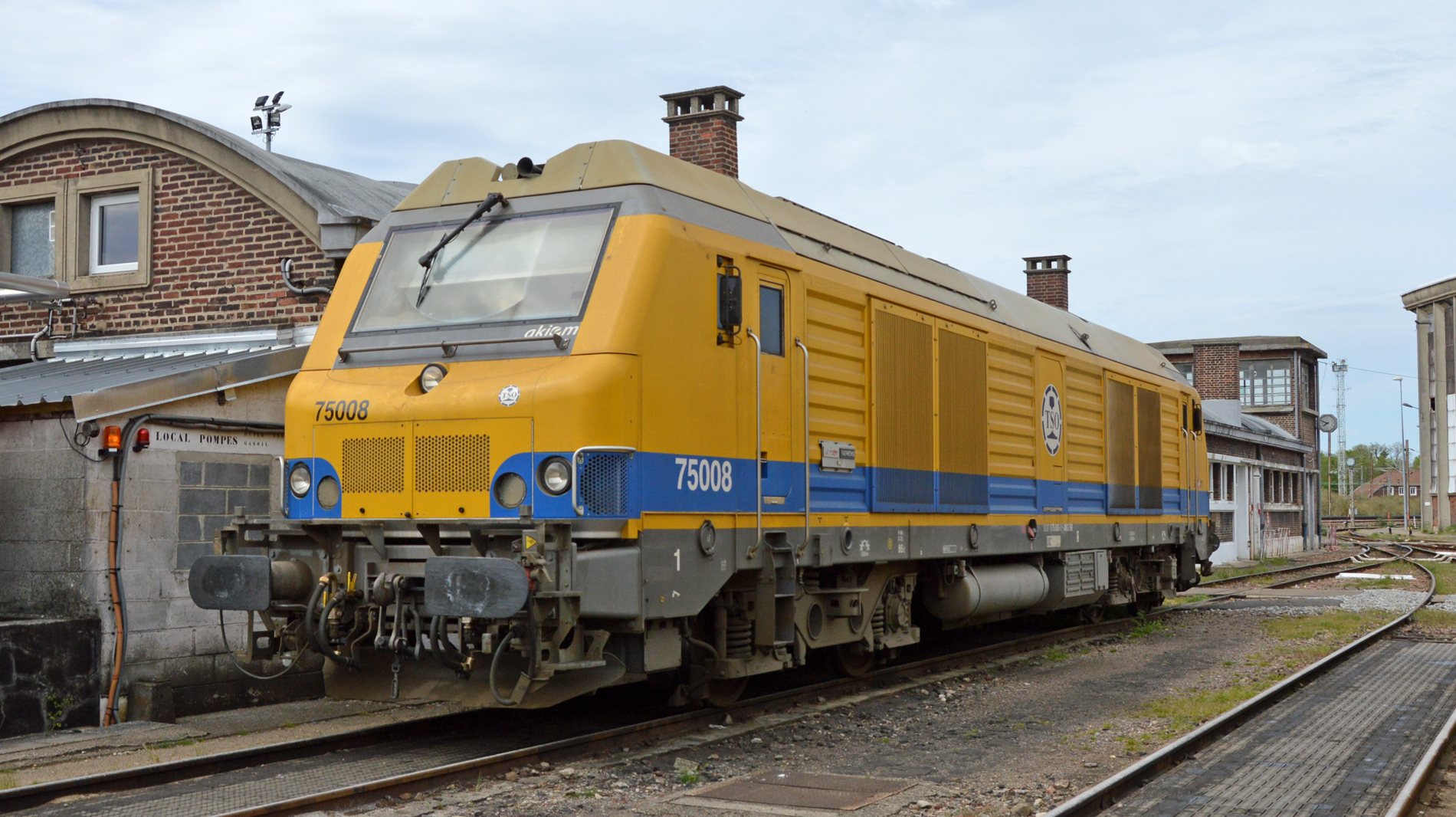
BB 75008, livrée "TSO"
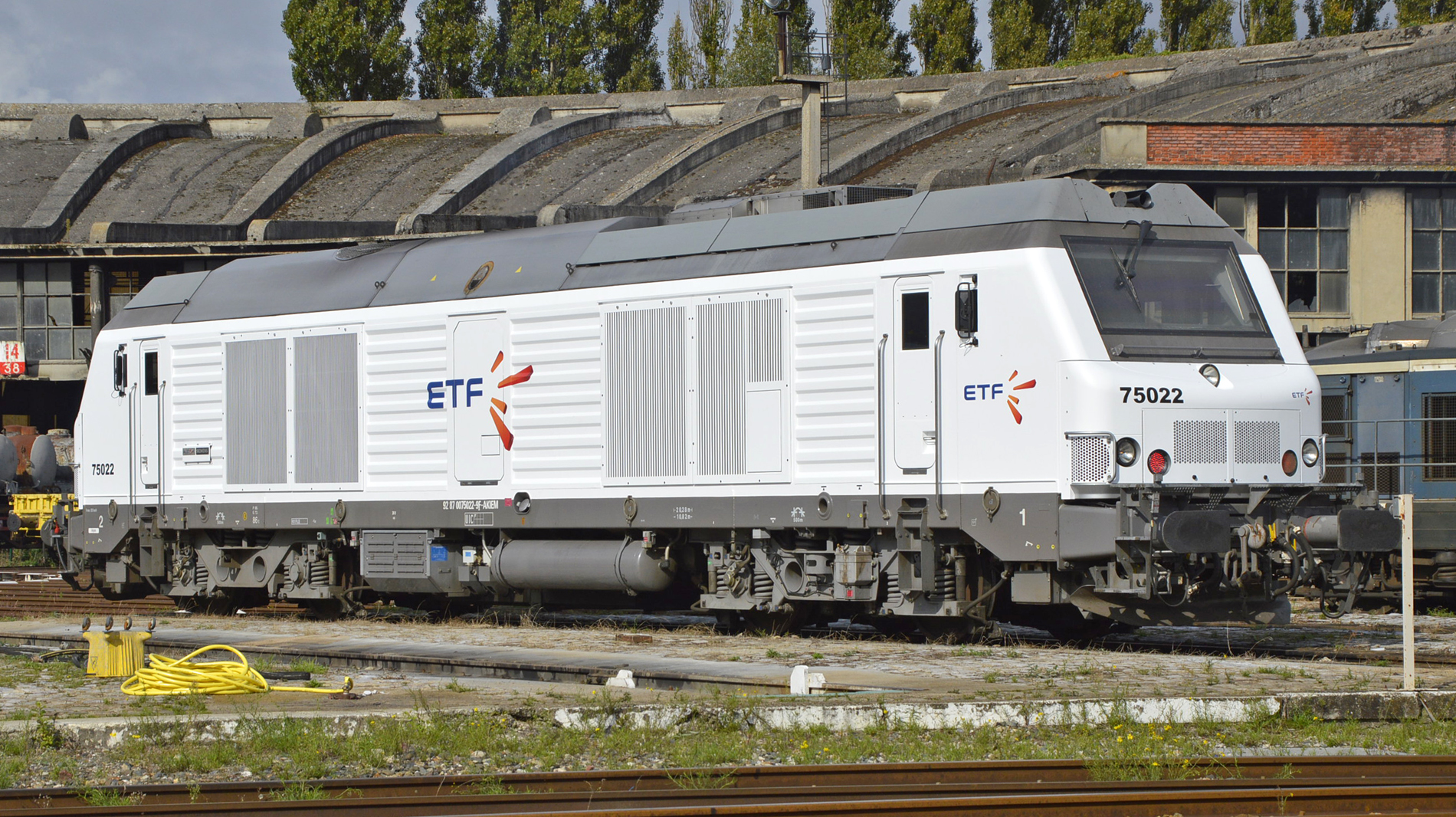
BB 75022, livrée "ETF"
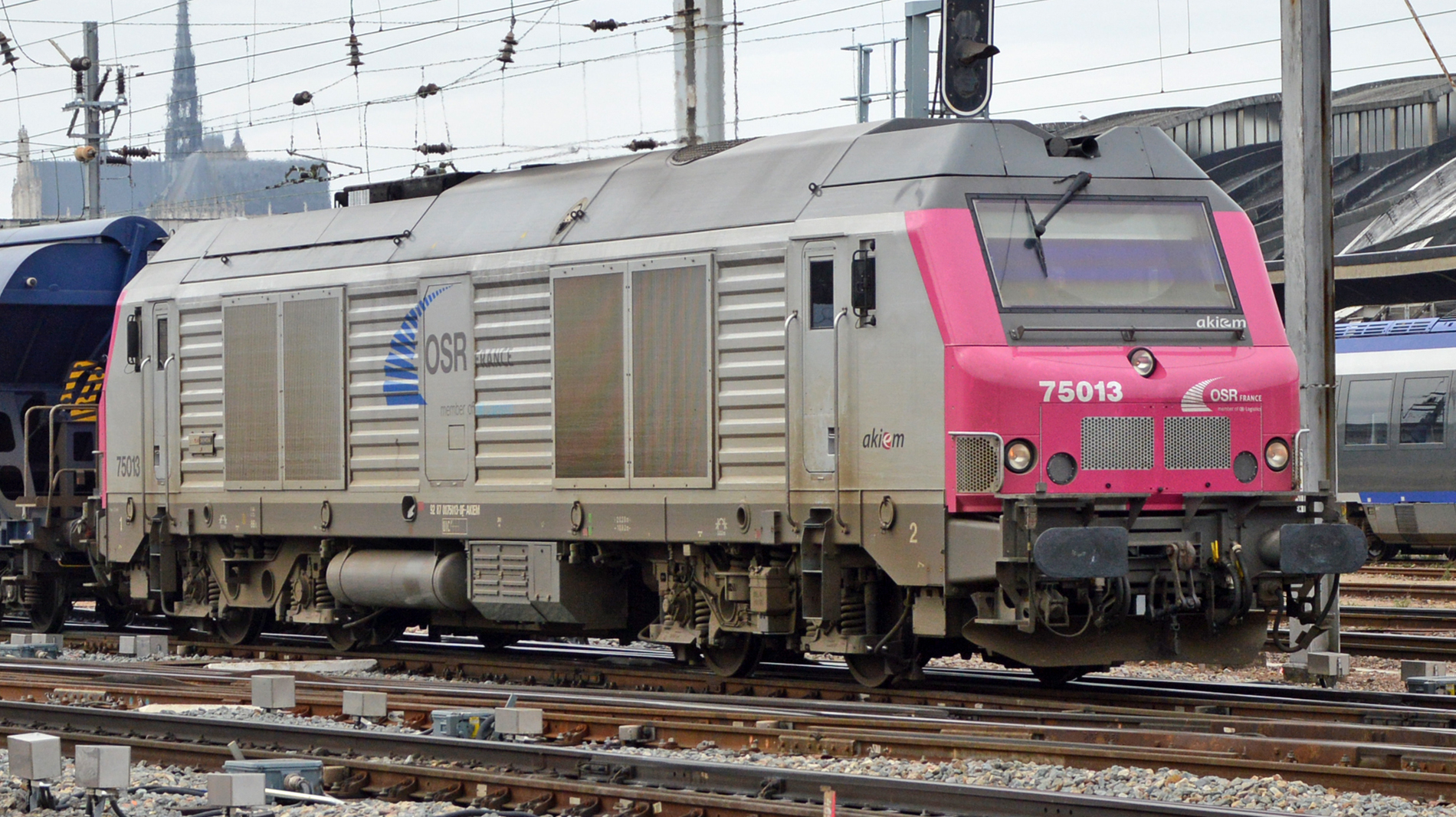
BB 75013, livrée "OSR France"
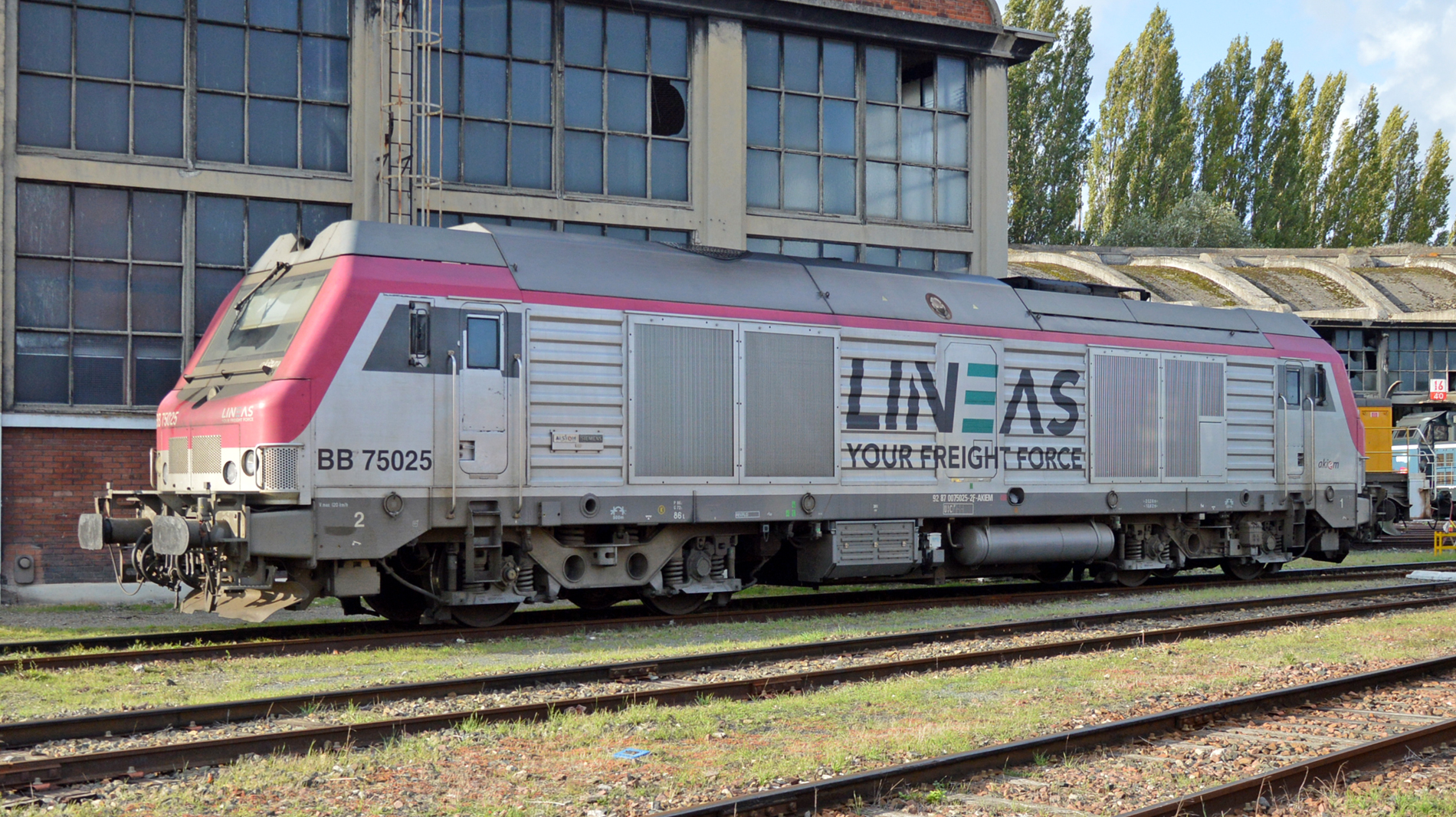
BB 75025, livrée "Lineas" (rose)
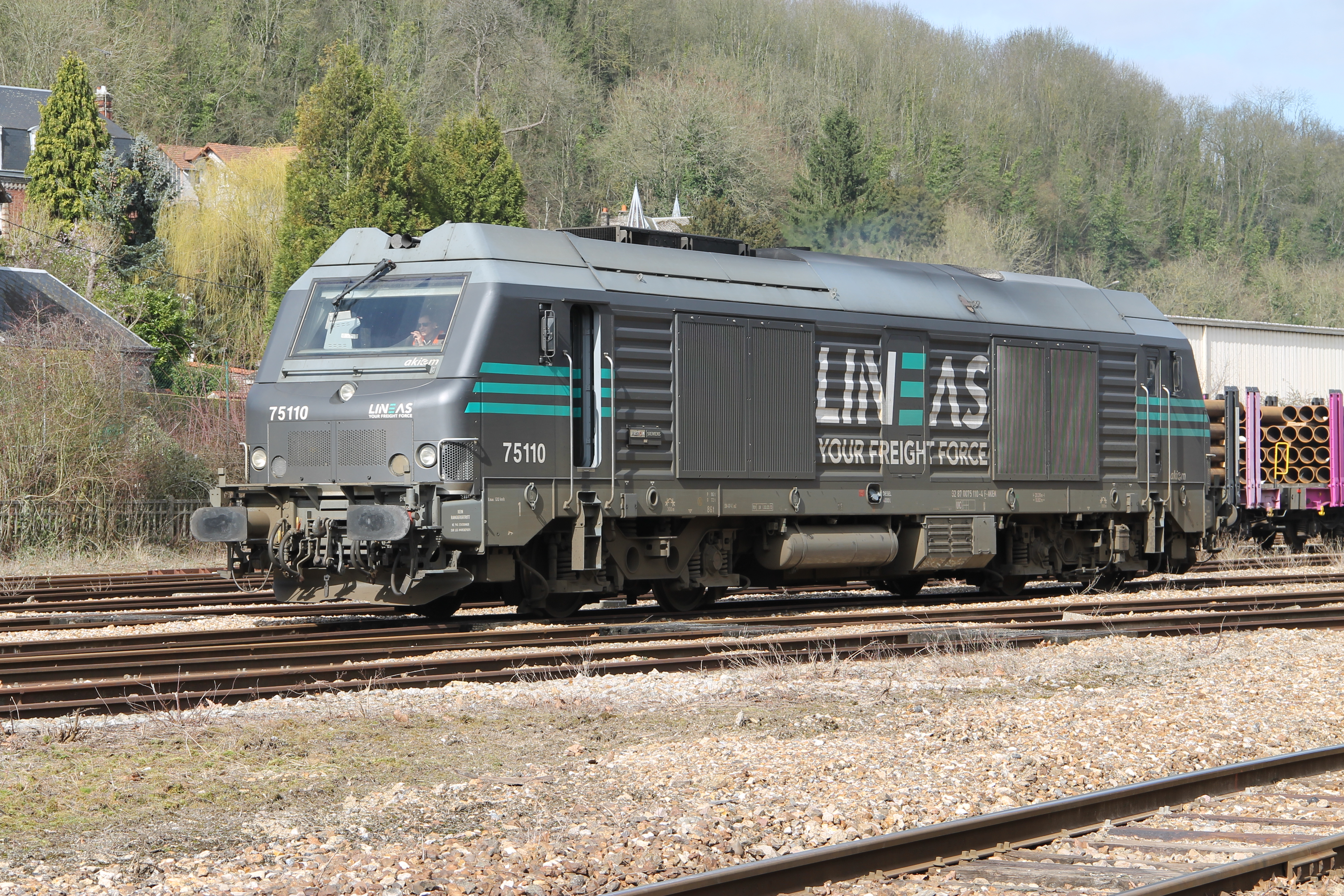
BB 75111, livrée "Lineas" (noir)
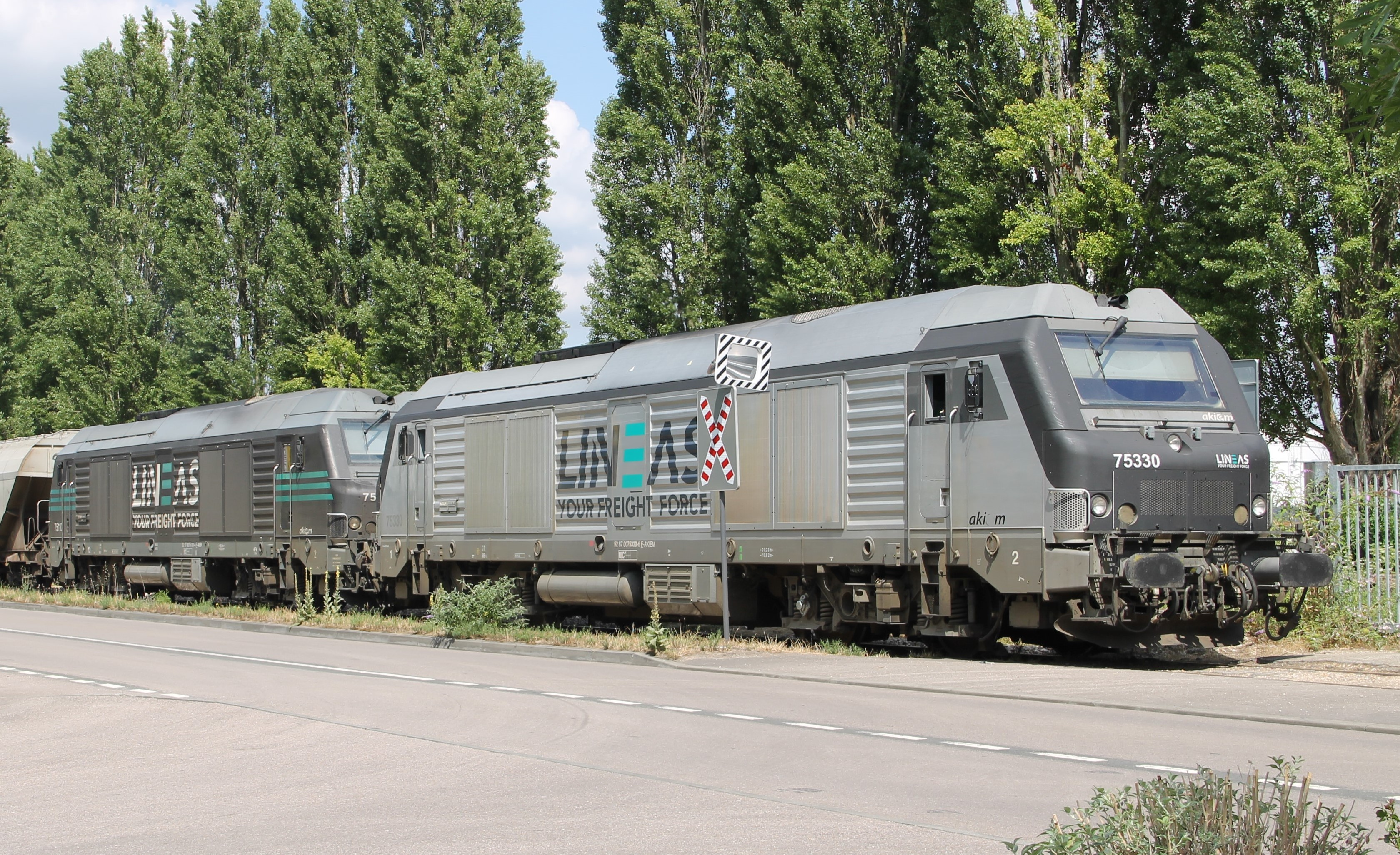
Livrées Lineas noir et gris

## Lignes parcourues
- Massy, Le Bourget, Vaires et Troyes
- Troyes - Vaires
- Amiens (ou Longueau) et Marquise, Tergnier, Creil (Petit-Thérain)
- Longueau - Caffiers (Carrières du Boulonnais)
- Avignon - Carpentras
- Jarrie-Vizille - Grenoble - Valence - Avignon - Miramas - Martigues
- La Buisseratte (triage) - Grenoble - Domène - Pontcharra
- Portes-lès-Valence - Grenoble
- Lyon (Sibelin ou Vénissieux) - La Buisseratte (triage) ou Grenoble (100 % sous caténaires)
- Valognes, Caen, Rouen, Amiens, ensuite jusqu'à la frontière, à Lauterbourg ou Forbach voire Kehl (train de déchets nucléaires)
- Sotteville - Caen ou Argentan (Vignats - L'Oraille)
- L'Oraille - Trappes
- Mulhouse-Nord - Vesoul
- Mulhouse-Nord - Bantzenheim
- Gardanne - Miramas - Fos
- Dijon - Chalindrey
- Marseille - Fos Môle Central (exploitée par VFLI via Akiem)
- Vierzon - Châteauroux
- La Guerche-sur-l'Aubois - Marseilles-lès-Aubigny
- Vierzon - Nevers
- Montchanin-Digoin (desserte assuré par Linéas)
- Nevers-Chagny
- Vierzon - Saint-Pierre-des-Corps
- Vierzon - Saint-Amand-Montrond-Orval
- Miramas - Château-Arnoux-Saint-Auban
- Miramas - Martigues
- Chambéry - Ugine
- Trappes - Courtalain
- Depuis septembre 2015, ligne Bayonne - Pau assurée par des BB 75400
- Hausbergen - Colmar - Neuf-Brisach
- Hausbergen - Lauterbourg
- Hausbergen - Reichshoffen
- Hausbergen - Obernai via Molsheim
- Hausbergen - Mulhouse Nord
- Mulhouse Nord - Thann
- Mulhouse Nord - Montbéliard
- Depuis octobre 2013 environ : lignes Livron - Aspres, Aspres-sur-Buëch - Veynes et Veynes - Briançon
- St Pierre des Corps - Rennes
- Rennes - La Brohinière

(liste non exhaustive)

## Dépôts titulaires
Répartition des 200 locomotives au 21 mars 2021
| Séries   | STF SFT | STF SLI | STF SLT |
| -------- | ------- | ------- | ------- |
| BB 75000 | 40      | 42      | 40      |
| BB 75300 | 10      |         |         |
| BB 75400 | 1       |         | 67      |

Trois entités et filiales de la SNCF sont utilisatrices de ces locomotives :
- Akiem, avec 50 locomotives ;
- SNCF Infra, avec 42 locomotives ;
- Fret SNCF, avec 108 locomotives.

## Galerie de photographies

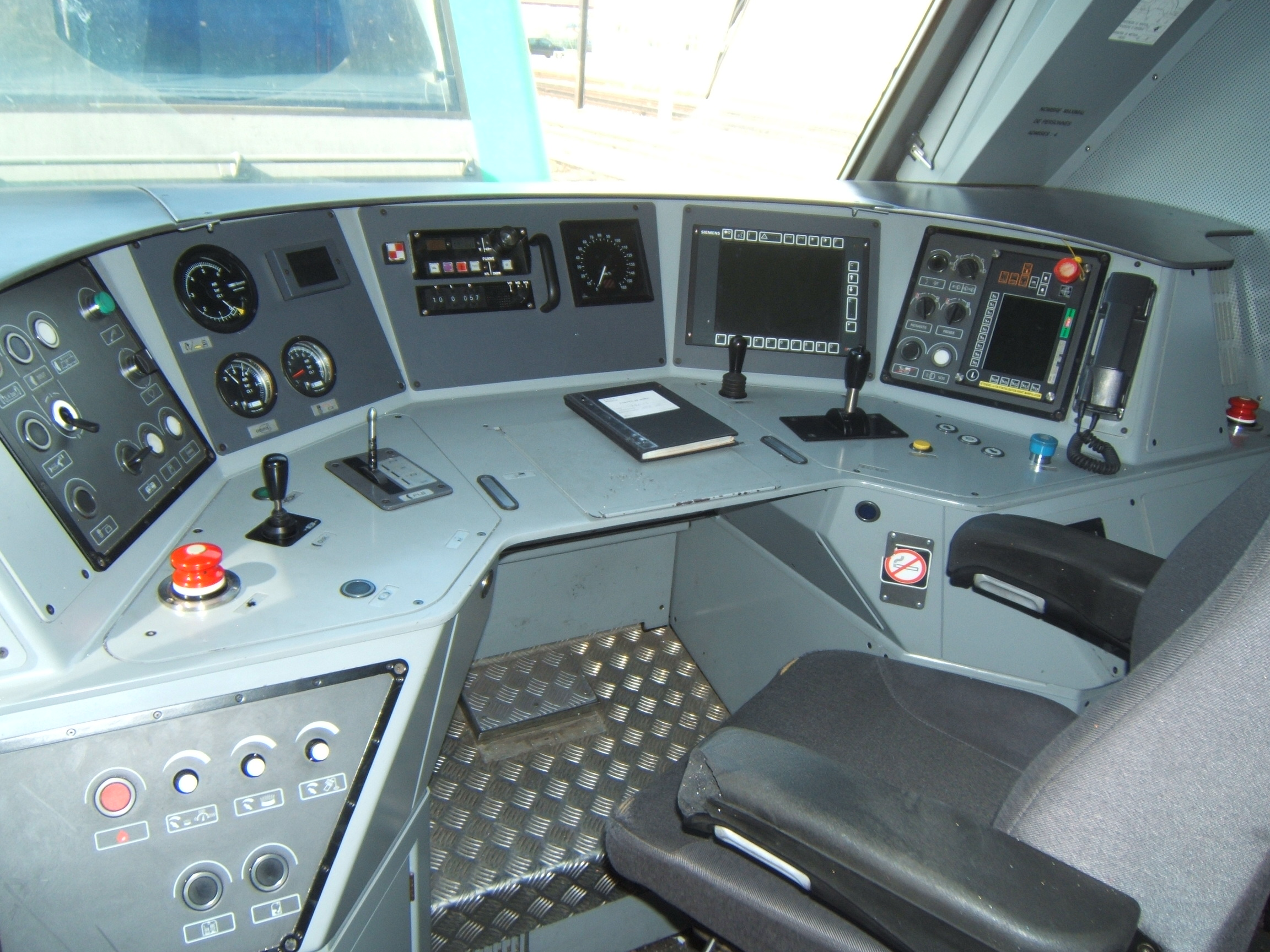
Pupitre de la cabine de conduite d'une BB 75000
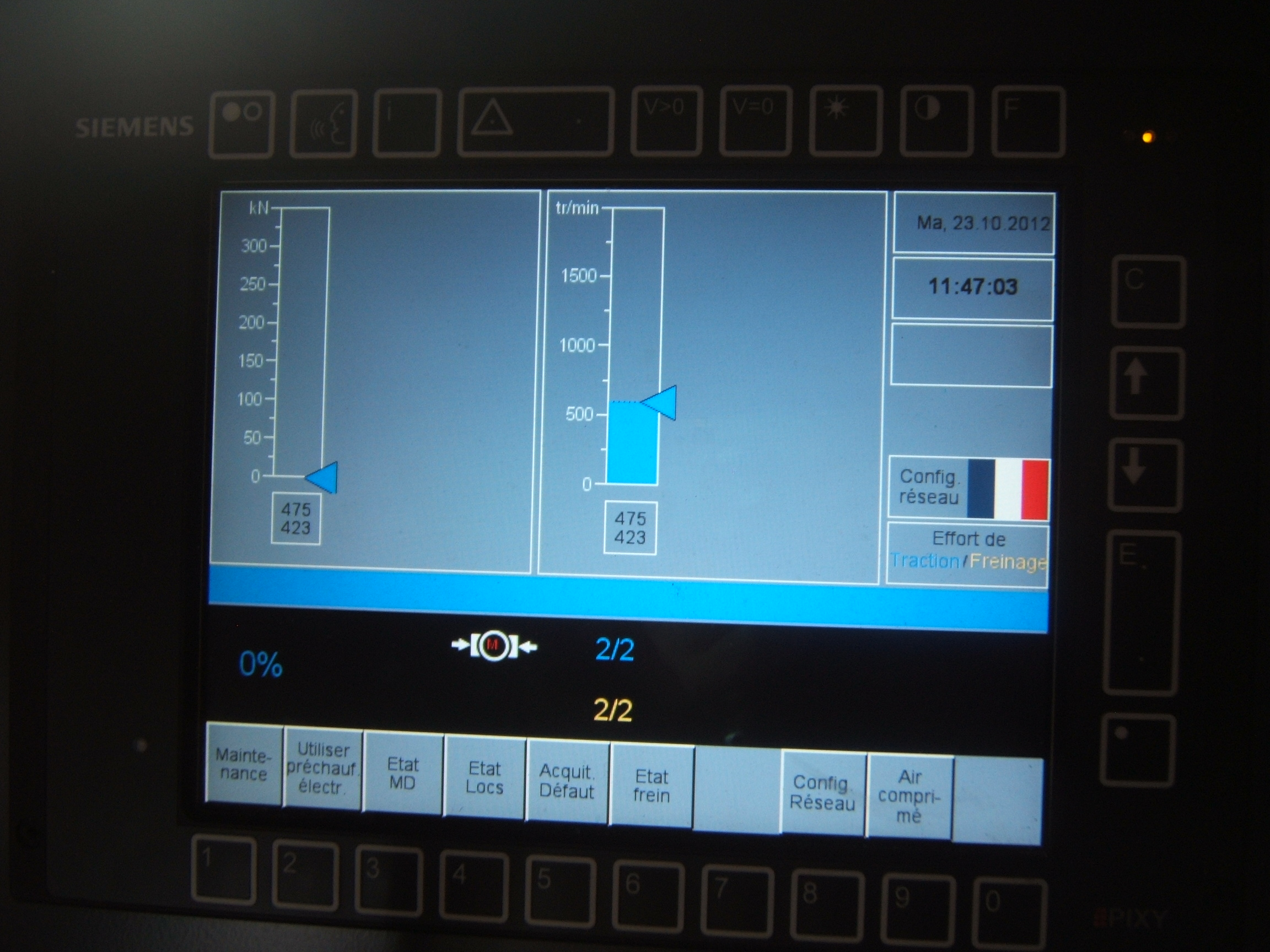
Écran de contrôle et de commande d'une BB 75000

## Modélisme
- Cette locomotive est reproduite à l’échelle HO par la firme Os.Kar[16] et en N par la firme Rocky-Rail[17].

#### Articles
- Marc Caremantrant, « Les BB 75000 en service », Rail Passion, La Vie du Rail, no 117,‎ juillet 2007, p. 12-15
- Patrick Laval, « Les BB 75000 prennent la relève », La Vie du Rail, Paris, no 3102,‎ 9 mai 2007
- Théo Stolz, « Les BB (4)75000, version diesel Prima de Fret SNCF », Revue d'histoire des chemins de fer, Paris, AFAC, no 506,‎ octobre 2007, p. 28-34 (ISSN 1252-9907)
- Laurent Charlier, « Les BB 75000 d'Alstom/Siemens », Rail Passion, Paris, La Vie du Rail, no Hors-série « Les diesels de ligne »,‎ novembre 2007, p. 64–65
- « État annuel du matériel moteur SNCF », Rail Passion, La Vie du Rail, no 139,‎ mai 2009

#### Ouvrages
- Denis Redoutey, Le matériel moteur de la SNCF, Paris, La Vie du Rail, 2007, 399 p. (ISBN 978-2-915034-65-3)
- Olivier Constant, « L'encyclopédie du matériel moteur » (revue), t. 7 : « Les locomotives diesels », Le Train, septembre 2010  (ISSN 1296-5537) (dont les BB 75000)
- Denis Redoutey, Le matériel moteur SNCF en 2012, Saint-Étienne, La Vie du Rail, 22 novembre 2012, 400 p. (ISBN 978-2-918758-60-0), p. 255